# Henau (Hunsrück)

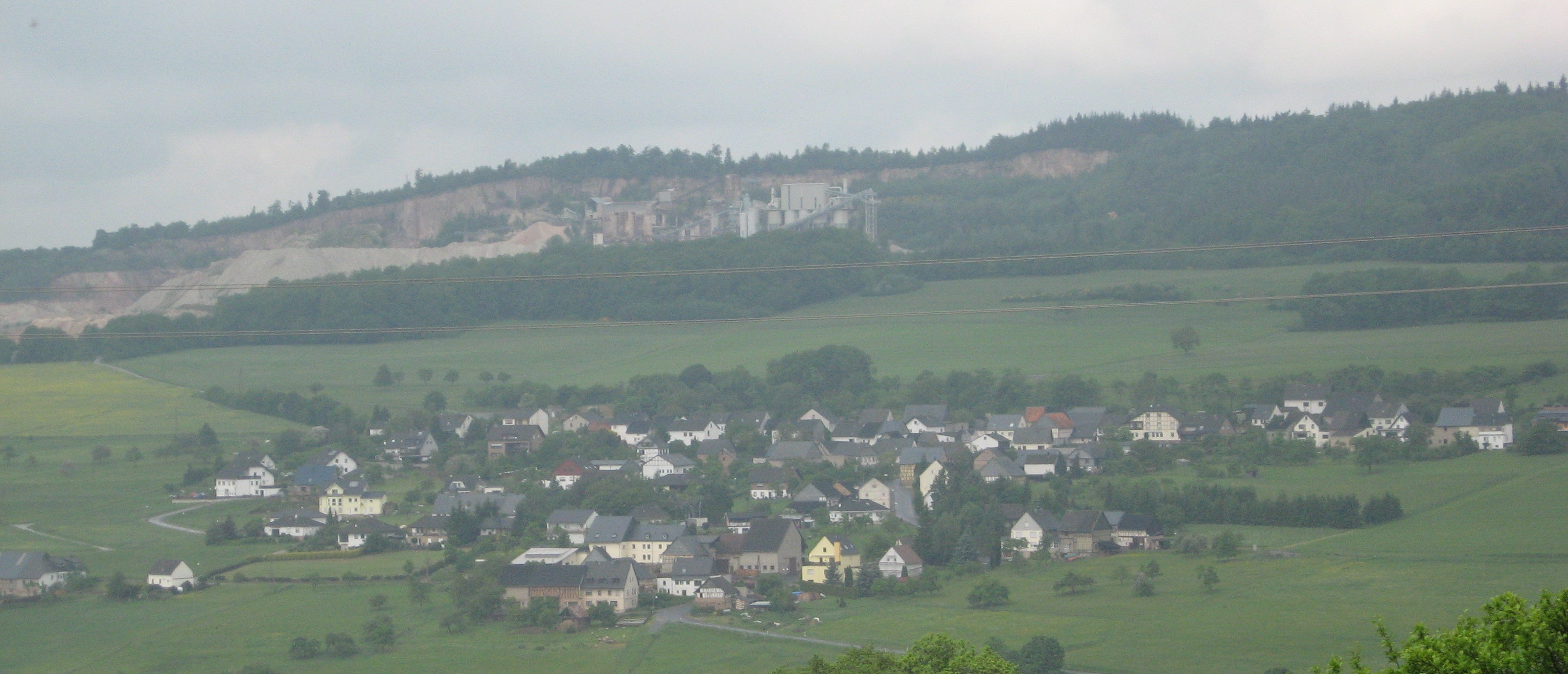
Blick von Schwarzerden aus

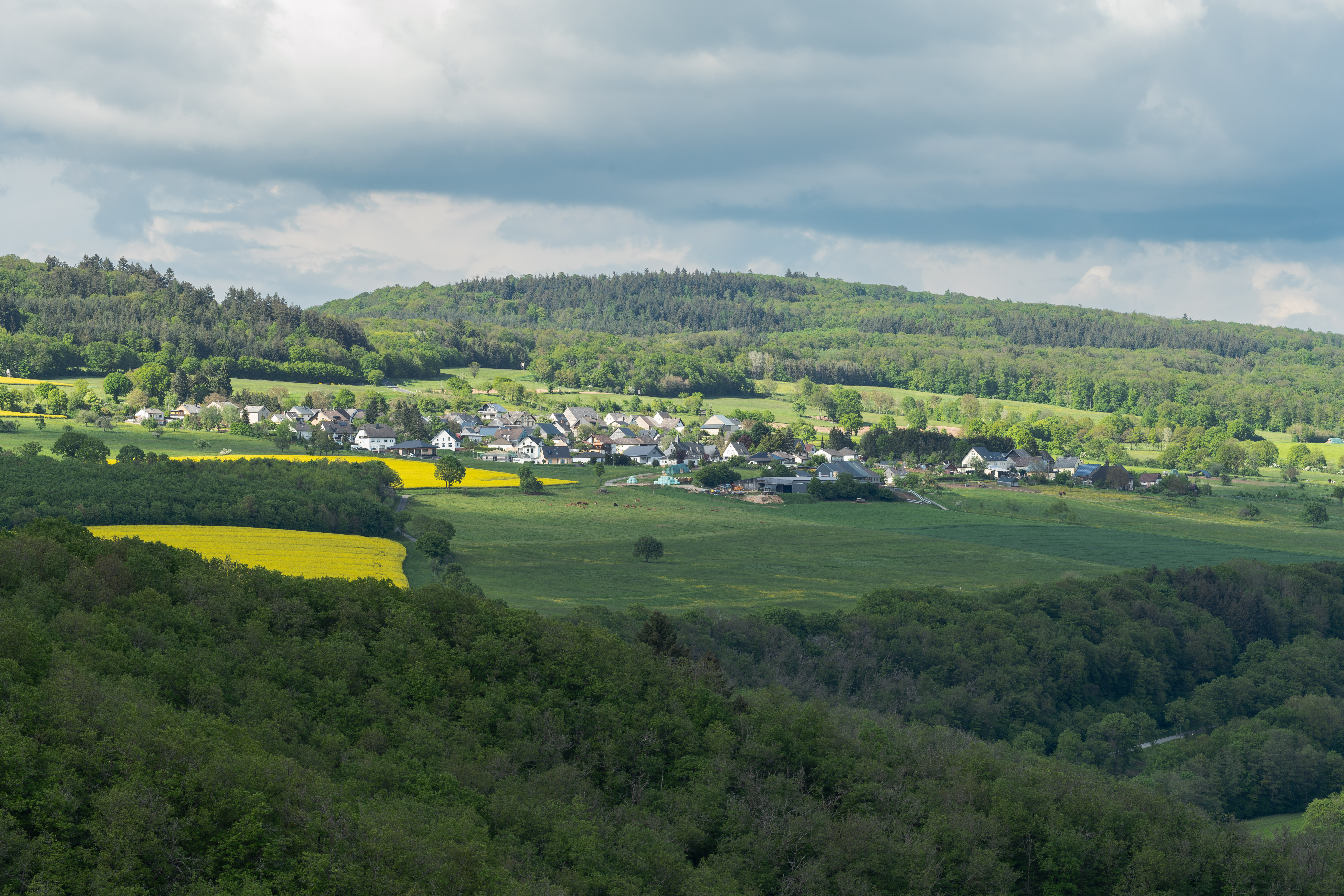
Henau in südwestlicher Ansicht

Henau ist eine Ortsgemeinde im Rhein-Hunsrück-Kreis in Rheinland-Pfalz. Sie gehört der Verbandsgemeinde Kirchberg (Hunsrück) an.

## Geographie
Henau liegt im Hunsrück auf 400 Metern Höhe auf der westlichen Soonwaldrand oberhalb des Kellenbachs.

## Geschichte
Die erste urkundliche Erwähnung erfolgte im Jahr 1316. Die im Gemeindebereich befindliche Burgruine Koppenstein hatte ab 1330 Stadtrechte, verfiel aber bereits ab dem 16. Jahrhundert. Mit der Besetzung des linken Rheinufers 1794 durch französische Revolutionstruppen wurde der Ort französisch, 1815 wurde er auf dem Wiener Kongress dem Königreich Preußen zugeordnet. Seit 1946 ist der Ort Teil des damals neu gebildeten Landes Rheinland-Pfalz.

## Politik

### Bürgermeister
Reinhard Lanz ist seit dem 28. Oktober 2020 Ortsbürgermeister von Henau.
Sein Vorgänger Winfried Wissig, seit 2016 im Amt und bei der Direktwahl 2019 wiedergewählt, war am 26. Mai 2020 verstorben. Von 1983 bis zu seinem Wegzug im März 2016 hatte Hermann Kilz das Amt des Ortsbürgermeisters inne.

### Wappen
| Wappen von Henau | Blasonierung: „Geteilt; oben in Grün ein schreitender, herschauender, rotbewehrter und -gezungter silberner leopardierter Löwe, unten von Blau und Gold geschacht, belegt mit einer silbernen Schnalle, besetzt mit roten Edelsteinen.“ |
| Wappen von Henau | Wappenbegründung: Der silberne leopardierte Löwe weist auf das Wappen der Ritter von Steinkallenfels hin, die schon im 12. Jahrhundert in Henau Grundbesitz hatten. Er erinnert ebenso an die Ritter von Kellenbach, die zu den Nachfahren der Steinkallenfelser gehören und im 13. Jahrhundert Mitbesitzer des Hochgerichts Kellenbach wurden, wozu auch Henau zählte. Das Schach in der unteren Schildhälfte erinnert an die Grafen von Sponheim. Sie waren die Besitzer der auf der Gemarkung von Henau liegenden Burg Koppenstein und hatten Anteil am Gericht Kellenbach. Die Schnalle nimmt Bezug auf das Rittergeschlecht von Schmidtburg, ebenfalls Teilhaber am Hochgericht Kellenbach und spätere Besitzer des Koppensteins. |

## Wirtschaft und Infrastruktur
Die ehemals dominierende Landwirtschaft ist fast völlig verschwunden, ein Großbetrieb bewirtschaftet fast alle Flächen. Oberhalb des Dorfes befindet sich ein großer Tagebau für Quarzit.